# Temístocles Carreño
Temístocles Carreño (Onzaga, 28 de abril de 1861-Bucaramanga, 5 de enero de 1904) fue un músico y compositor colombiano que sería miembro fundador y posterior director de la Banda del Departamento de Santander. 

## Biografía
Temístocles Carreño nace el 28 de abril de 1861 en Onzaga, Santander (Colombia). Fueron sus hermanos Antonio, Telmo, Trino, Moisés y Elena; sus padres, Juan B. Carreño y Juana María Rodríguez.  
Temístocles Carreño sería miembro fundador y posterior director de la Banda de Músicos del Departamento de Santander, en cuyo puesto lo sorprendió la muerte el 5 de enero de 1904. La Banda de Santander se fundaría gracias a la Ley especial del 4 de noviembre de 1878, de la Asamblea Legislativa, que autorizaba al Presidente del Estado de Santander para que estableciera una banda compuesta hasta de 16 músicos que haría parte de la fuerza pública del Estado. La Banda se posesionaría el día 14 de noviembre de ese año. Años más tarde, el 28 de enero de 1895, según decreto del Gobernador del Estado de Santander quien declararía turbado el orden público en el Departamento y asumiría las funciones del Jefe Civil y militar quedando el territorio de su mando bajo la ley marcial, Temístocles Carreño sería reclutado con el grado de Sargento Mayor junto a la Banda, que debió incorporarse transitoriamente al Batallón Neira, convirtiéndose así en la Banda de músicos del Ejército del Norte, denominación que se le daría según decreto del 15 de febrero de 1895. 
Su hermano el General Moisés Carreño moriría en el asalto a Piedecuesta, una de las primeras acciones del ejército liberal en la Guerra de los Mil Días. Otro de sus hermanos, el General Antonio Carreño, quien en el año de 1886 sería uno de los firmantes de la Constitución Nacional, participaría del más sangriento de todos los combates de la Guerra de los Mil Días que se libraría en la meseta de Palonegro del 11 al 26 de mayo de 1900. Sobreviviendo a esa catástrofe, el General Antonio Carreño moriría tres meses más tarde en Ocaña de fiebre amarilla.
Temístocles Carreño compuso una Misa Solemne, la danza Las Gaviotas, la marcha Palonegro y el pasillo Los adioses, entre muchas otras obras.